# البعثة 1
البعثة 1 كانت أول مهمة طويلة الأمد على متن محطة الفضاء الدولية (آي إس إس). بقي الطاقم المكون من ثلاثة رواد فضاء على متن المحطة لمدة 136 يومًا، من نوفمبر 2000 إلى مارس 2001. مثّلت المهمة بداية الوجود البشري المتواصل على متن المحطة الفضائية والذي مازال مستمرًا اعتبارًا من يونيو 2021. تبعت البعثة 2 التي شملت ثلاثة رواد فضاء أيضًا البعثة 1 على الفور.
بدأت البعثة 1 رسميًا عندما التحم الطاقم بالمحطة الفضائية في 2 نوفمبر 2000، وهم على متن المركبة الفضائية الروسية سويوز تي إم 31، التي انطلقت في 31 أكتوبر 2000 في ميناء بايكونور الفضائي في كازاخستان. أثناء المهمة، قام طاقم البعثة 1 بتنشيط أنظمة مختلفة على متن المحطة، وتفريغ المعدات التي جرى تسليمها، واستضاف الطاقم ثلاثة أطقم زائرة على متن مكوك فضاء ومركبتين غير مأهولتين روسيتين لإعادة إمداد المحطة بالمؤن. كان الطاقم مشغولًا للغاية طوال المهمة، التي اعتُبرت مهمةً ناجحة.
جلبت مكوكات الفضاء الثلاث الزائرة المعدات والإمدادات والمكونات الرئيسية للمحطة الفضائية. التحم أولها، إس تي إس 67، في أوائل ديسمبر 2000، وجلب أول زوج من المصفوفات الكهروضوئية الكبيرة التابعة للولايات المتحدة، ما زاد من قدرة المحطة الكهربائية خمس مرات. كانت مهمة المكوك الزائرة الثانية، إس تي إس 98، التي التحمت بالمحطة في منتصف فبراير 2001 وسلمت وحدة البحث ديستني التي كلفت 1.4 مليار دولار أمريكي، ما زاد من كتلة المحطة لتصبح أثقل من محطة مير لأول مرة. شهد منتصف مارس 2001 زيارة المكوك الأخيرة، إس تي إس 102، التي كان هدفها الرئيسي هو تبديل طاقم البعثة 1 بطاقم البعثة 2 المكون من ثلاثة رواد فضاء. انتهت البعثة عندما انفصل مكوك ديسكفري عن المحطة في 18 مارس 2001.
تكون طاقم البعثة 1 من قائد أمريكي ورائدي فضاء روسيين. سافر القائد، بيل شيبرد، إلى الفضاء ثلاث مرات من قبل، على متن مهمات مكوكية استمرت لأسبوع على الأكثر. سافر الروسيان، يوري جيدزينكو وسيرجي كريكاليف، في رحلات فضائية طويلة الأمد على متن محطة مير، حيث قضى كريكاليف أكثر من عام كامل في الفضاء.

## الطاقم
كان القائد، بيل شيبرد، جنديًا سابقًا في البحرية الأمريكية، وكانت رحلاته الفضائية الوحيدة هي مهمات على متن مكوك الفضاء، وقد قضى في الفضاء أسبوعين تقريبًا حتى بداية البعثة 1. عارضت وكالة الفضاء الروسية اختيار شيبرد ليكون قائد المهمة لقلة خبرته. أمضى مهندس الطيران سيرجي كريكاليف أكثر من عام في المدار، معظمه على متن محطة مير، وأصبح فيما بعد أول شخص يزور محطة الفضاء الدولية مرتين. شعر كريكاليف بالإثارة لكونه من أوائل الأشخاص الذين دخلوا وحدة زاريا (المكون الأول للمحطة الفضائية) في عام 1998، خلال مهمة إس تي إس 88، وكان يتطلع إلى العودة مرة أخرى. كان يوري جيدزينكو قائدًا وطيارًا لبعثة على متن مركبة سويوز استمرت ليومين إلى المحطة، وقد قام برحلة فضائية واحدة سابقة استمر لـ 180 يومًا على متن محطة مير.
كان شيبرد ثاني رائد فضاء أمريكي يسافر على متن مركبة فضائية روسية، وكان الأول هو نورمان ثاغارد، الذي سافر على متن مركبة سويوز تي إم 21 لزيارة محطة مير في عام 1995. توقع شيبرد أن أحد أكبر التحديات التي ستواجه محطة الفضاء الدولية هي توفيق تقنيات روسيا والولايات المتحدة.

## نظرة عامة
كان المكون الأول لمحطة الفضاء هو وحدة زاريا، التي أُطلِقت بدون طاقم في نوفمبر 1998. بعد هذا الإطلاق، وقبل إطلاق البعثة 1، انطلقت خمس رحلات مكوك فضاء مأهولة ورحلتان روسيتان غير مأهولتين إلى محطة الفضاء الدولية. حملت بعض هذه الرحلات وحدات كبيرة، مثل وحدتي معادلة الضغط يونيتي وزفيزدا، وأول قطعة من هيكل الدعم المتكامل. استُخدمت الرحلات المأهولة جزئيًا لتجميع محطة الفضاء الدولية، وكذلك لبدء تفريغ الإمدادات والمعدات التي تُرسل إلى المحطة. قبل البعثة 1، توقع كريكاليف أن تكون تجربة محطة الفضاء الدولية مشابهة جدًا لتجربته مع محطة مير قبل عشر سنوات، بسبب التشابه الهيكلي بين مكونات المحطتين. 
انطلقت البعثة 1 قبل أسبوع من الانتخابات الرئاسية الأمريكية، لذلك لم يحظ الإطلاق باهتمام كبير في الولايات المتحدة. في وقت إطلاق البعثة، كان من المتوقع أن يكتمل بناء المحطة في عام 2006، وأن تظل مأهولةً برواد الفضاء حتى عام 2015 على الأقل. لكن بسبب العديد من التأجيلات، بما في ذلك تداعيات كارثة مكوك كولومبيا الفضائي، تأخر اكتمال بناء المحطة حتى أواخر عام 2011 مع مهمة إس تي إس 134.

## الشهر الأول للمهمة
في الأسابيع الأولى على متن المحطة، قام أفراد طاقم البعثة 1 بتنشيط أنظمة دعم الحياة الهامة والتحكم في الحاسوب، بالإضافة إلى فتح الإمدادات التي خلفتها لهم مهمات تزويد المؤن السابقة. في ذلك الوقت لم يكن لدى المحطة ما يكفي من الكهرباء لتسخين جميع وحدات الضغط الثلاثة، لذلك تُركت وحدة يونيتي غير مستخدمة وبدون تسخين. استُخدمت يونيتي على مدار العامين الماضيين للسماح لمراقبي الطيران الأمريكيين بقيادة أنظمة محطة الفضاء الدولية وقراءة بيانات نظام المحطة.
التحمت مركبة تزويد المؤن الروسية غير المأهولة، بروغريس إم 1 4، بالمحطة في 18 نوفمبر. فشل نظام الالتحام الأوتوماتيكي الخاص بالمركبة، ما استلزم القيام بالالتحام يدويًا من قبل جيدزينكو باستخدام نظام الالتحام تورو. على الرغم من أن الالتحام اليدوي هو أمر روتيني، فقد أقلقت العملية مراقبي الطيران، ففي عام 1997 أدت هذه العملية إلى اصطدام المركبة الفضائية مع محطة مير، ما تسبب في أضرار جسيمة للمحطة.
عمل رواد الفضاء بدون كلل خلال الشهر الأول. قال شيبرد للصحفيين في مقابلة أثناء وجوده في المحطة: «بالنسبة لي، التحدي الأكبر هو محاولة حزم 30 ساعة في يوم عمل مدته 18 ساعة». استغرقت بعض المهام المبكرة وقتًا أطول من المقرر. مثلًا، كان من المقرر تفعيل سخان الطعام في مطبخ وحدة زفيزدا خلال 30 دقية، لكن رواد الفضاء استغرقوا يومًا ونصفًا لتفعيله.